# Écoulement diphasique

Différents modes d'écoulements diphasiques

Un écoulement diphasique est un écoulement faisant intervenir deux phases distinctes. Il peut s'agir d'un même fluide présent en deux phases différentes (eau et vapeur par exemple), de deux liquides différents dans une même phase (eau et huile liquides par exemple) ou encore deux fluides différents dans une phase différente (eau et air par exemple)... Le comportement d'un écoulement en présence de deux fluides différents se trouve fortement modifié par rapport au cas monophasique. Par conséquent, la mécanique des écoulements diphasiques (et plus largement multiphasiques) est à l'heure actuelle l'un des sous-domaines de la mécanique des fluides les plus actifs dans la recherche scientifique.
Le comportement de l'écoulement diffère beaucoup en fonction de divers paramètres :
- les fluides en présence (mélange liquide/gaz ou liquide/liquide)
- la géométrie du système (réservoir, tube horizontal, tube vertical...)
- le chauffage ou non du système et le type de chauffage utilisé (uniforme/non uniforme, par une paroi chauffée/de façon volumique). Lorsque l'on parle d'écoulement chauffé, on suppose que le chauffage induit l'état diphasique du système par évaporation (eau bouillante par exemple)

## Exemples d'écoulements liquide/gaz
Les écoulements liquide/gaz sont utilisés dans de très nombreux systèmes d'échange de chaleur.

### En réservoir

#### Écoulement adiabatique
Dans un écoulement adiabatique, le système n'est pas chauffé.
- écoulement stratifié : ce type d'écoulement se rencontre lorsque les débits de gaz et de liquide sont faibles, l'interface se présente sous la forme d'une surface continue séparant les deux phases. C'est un écoulement à phases séparées. Le fluide le plus dense est situé en dessous du plus léger à cause de la gravité. La forme de l'interface est contrôlée par la compétition entre les forces d'inertie qui tendent à la déformer (champ de vagues) et les forces de gravité et de tension superficielle qui tendent à la maintenir plane. Lorsque les premières prédominent, on se trouve en écoulement dit stratifié à vagues (stratified wavy) et dans le cas contraire, l'écoulement est appelé stratifié lisse (stratified smooth). Dans la nature, on rencontre ce type d'écoulement en mer (formation des vagues par le vent).
- écoulements dispersés : Lorsque le débit relatif entre les 2 fluides est important, les forces d'inertie qui s'exercent ont pour conséquence la formation de bulles ou de gouttelettes. Exemples : la formation de bulles d'air lors de l'agitation d'une bouteille d'eau (air dans l'eau) ou la formation des embruns à la crête des vagues (eau dans l'air).

#### Écoulement chauffé
Il s'agit par exemple du cas de l'échauffement de l'eau dans une casserole ou une bouilloire.

### Dans un tube

#### Écoulement adiabatique
Un mélange de liquide et de gaz circule dans un tube vertical sous l'effet d'une pompe sans être chauffé. Différents types d'écoulements peuvent alors être observés :
- écoulement par bulles : lorsque le taux de vide est faible, le gaz se trouve sous forme de bulles dans le liquide.
- écoulement par bouchons : lorsqu'un grand nombre de bulles est présent, celles-ci coalescent et forment de plus grosses bulles. Lorsque le diamètre de celles-ci s'approche du diamètre du tube, les "grosses bulles", appelées désormais bouchons, s'allongent et prennent la forme d'une balle de revolver. L'écoulement est alors caractérisé par les passages successifs de ces bouchons entrecoupés de liquide contenant de plus petites bulles.
- écoulement par poches : si la vitesse du gaz est très importante, les bouchons sont détruits et il se forme alors des "poches".
- écoulement annulaire : lorsque le taux de vide est très important, la phase gazeuse occupe le centre du tube tandis que la phase liquide se trouve sous la forme d'un film le long de la paroi du tube. En fonction des conditions imposées, il se peut également qu'une partie non négligeable du liquide se trouve sous forme de gouttelettes en suspension dans le cœur de vapeur ; l'écoulement est alors dit annulaire dispersé.

#### Écoulement chauffé par la paroi
A peu de choses près, les écoulements sont similaires à ceux obtenus de façon adiabatique. Quelques différences cependant :
- écoulement par bulles : les bulles se forment sur la paroi et sont donc en plus grande densité près de celle-ci qu'au centre du tube. Dans certaines conditions, elle peut être si importante qu'elle peut isoler thermiquement la paroi du liquide provoquant une crise d'ébullition très dangereuse pour le système.
- écoulement annulaire : évaporation intense du film de liquide qui a pour conséquence de maintenir les gouttelettes au centre du cœur de vapeur.
- assèchement du film : le film de liquide s'assèche à partir d'un certain point provoquant un phénomène de flux de chaleur critique : écoulement nouveau par rapport à l'écoulement adiabatique (post-dryout)

Dans un tube horizontal : ressemble au tube vertical, il faut cependant ajouter l'effet asymétrique de la gravité

## Exemples d'écoulements liquide/liquide
Ce genre de mélanges se retrouvent en particulier dans l'industrie pétrolière.

## Simulation numérique
En mécanique des fluides numérique, la présence de deux phases peut être gérée par la méthode du volume de fluide (volume of fluid, VOF). Bien d'autres méthodes existent.